# لوتار كونيغ
لوثار كونيغ (بالألمانية: Lothar König)‏ هو مقاوم ألماني، ولد في 3 يناير 1906 في شتوتغارت في ألمانيا، وتوفي في 5 مايو 1946 في ميونخ في ألمانيا.